# Élection présidentielle slovaque de 2024
L'élection présidentielle slovaque de 2024 a lieu les 23 mars et 6 avril 2024 afin d'élire le président de la République slovaque. La présidente sortante, Zuzana Čaputová, n'est pas candidate à sa réélection.
La campagne est dominée par l'indépendant Ivan Korčok, ancien ministre des Affaires étrangères et européennes, et le dirigeant d'HLAS – social-démocratie (HLAS-SD), Peter Pellegrini, président du Conseil national et ancien président du gouvernement. Arrivés respectivement premier et deuxième du premier tour, les deux candidats s'affrontent au second. Ivan Korčok rassemble notamment les partisans d'un resserrement des liens avec l'Union européenne (UE) et de l'Organisation du traité de l'Atlantique nord (OTAN), tandis que Pellegrini capitalise sur le rejet de ces deux entités par le gouvernement de Robert Fico, dans le contexte de l'invasion de l'Ukraine par la Russie.
Peter Pellegrini sort vainqueur du second tour avec un peu plus de 53 % des voix. L'élection se révèle ainsi une victoire pour le gouvernement de Robert Fico, et pour le camp pro-russe en général.

## Contexte

### Non candidature de la présidente sortante

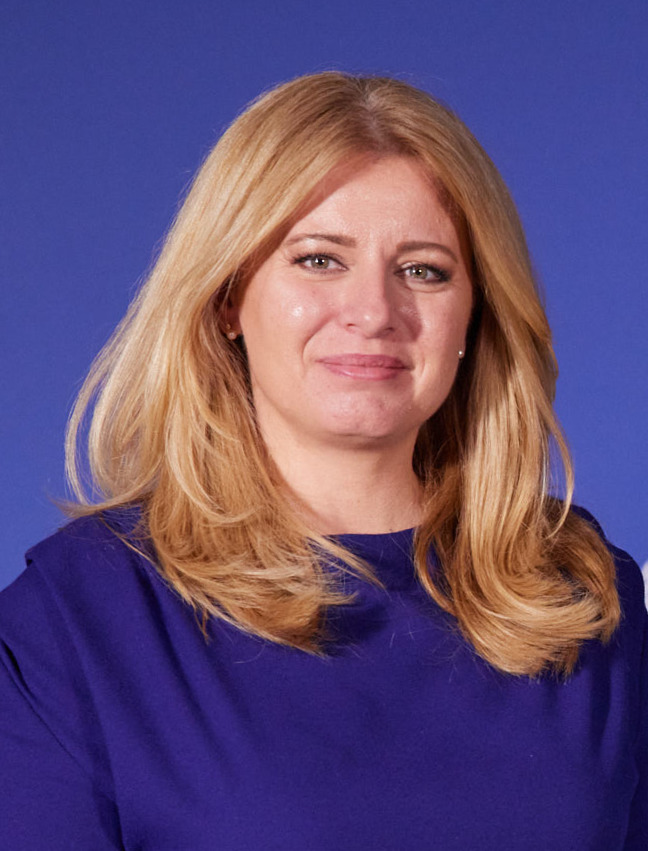
Zuzana Čaputová.

Zuzana Čaputová est élue au second tour de l'élection présidentielle slovaque de 2019. Candidate du parti Slovaquie progressiste (PS), soutenue par Liberté et solidarité (Sas) et Les Gens ordinaires et personnalités indépendantes (OĽaNO), elle l'emporte par 58 % des voix sur un programme anti-corruption et pro-européen, face au candidat du Gouvernement Pellegrini, Maroš Šefčovič, un ancien commissaire européen membre du SMER – social-démocratie (SMER-SD). Outre la lutte contre la corruption, elle se fait notamment remarquer pour ses positions favorables à l'écologie, les droits LGBT et le droit à la contraception et à l'avortement, dans le contexte d'une vague de victoires des partis conservateurs en Europe de l'est,,. Investie le 18 juin 2019, elle devient la première femme ainsi que la plus jeune personne à accéder à la présidence en Slovaquie.
Malgré une importante popularité qui fait d'elle la personnalité politique préférée des slovaques, elle annonce le 20 juin 2023 sa décision de ne pas briguer un second mandat, qu'elle justifie par le stress procuré par la guerre russo-ukrainienne, la pandémie de Covid-19 et la gestion de la hausse de l'inflation. La décision de la présidente de ne pas concourir à un second mandat affaiblit considérablement les partisans de l'Union européenne et de l'OTAN, dans le contexte d'une désinformation russe accrue depuis le déclenchement en 2022 de l'invasion de l'Ukraine.

### Gouvernements successifs

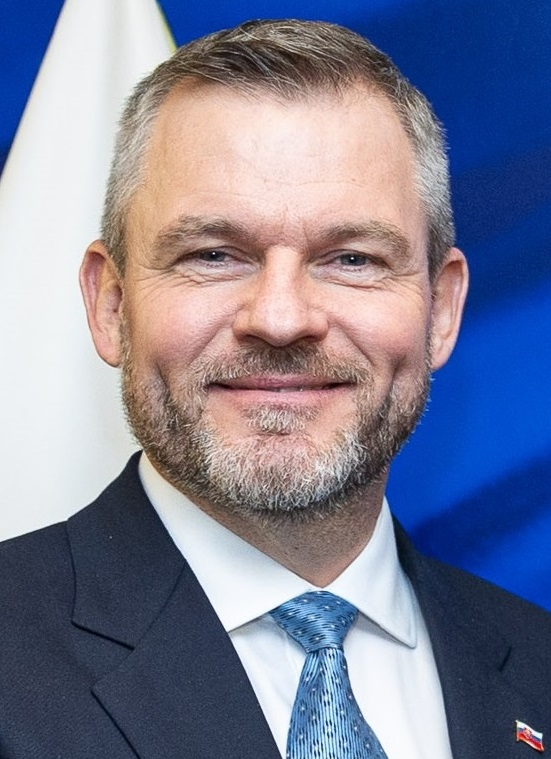
Peter Pellegrini.

Le Smer-SD de Robert Fico est relégué dans l'opposition lors des élections législatives de février 2020. L'alliance menée par le parti conservateur et anti-corruption Les Gens ordinaires et personnalités indépendantes (OĽaNO) arrive en tête du scrutin avec des résultats en nette hausse, à la suite d'un élan populaire provoqué par l'assassinat en 2018 d'un journaliste. Ce dernier avait mis en lumière les liens du Smer-SD avec la mafia calabraise, et poussé cette année là Robert Fico à démissionner au profit de Peter Pellegrini. Le dirigeant d'OĽaNO, Igor Matovič, est choisi pour remplacer Peter Pellegrini comme président du gouvernement à la tête d'une nouvelle coalition gouvernementale réunissant OĽaNO, Nous sommes une famille (Sme Rodina), Liberté et solidarité (SaS) et Pour le peuple (ZL),,. Le Smer-SD devient quant à lui l'objet d'une lutte de pouvoir entre Robert Fico et Peter Pellegrini, ce dernier finissant par quitter le parti pour fonder en 2020 HLAS – social-démocratie (HLAS-SD).
L'achat par Igor Matovič de doses du vaccin russe Spoutnik V en pleine pandémie de Covid-19 sans avoir obtenu l'aval de ses partenaires de coalition provoque une grave crise politique en mars 2021. Après une vague de démission au sein du gouvernement, ce dernier est profondément remanié tandis que Matovič est forcé par ses partenaires à céder sa place à Eduard Heger. Si les quatre partis membres de la coalition renouvèlent alors leur coopération en votant la confiance au nouveau gouvernement, le SaS finit par la quitter en septembre 2022 en raison de divergences sur la politique économique, à la suite de quoi le gouvernement Heger devient minoritaire,. Trois mois plus tard, il est finalement renversé par une motion de censure votée le 15 décembre 2022 par 78 voix sur 150. La motion passe notamment avec le soutien du SaS, dont le dirigeant Richard Sulik se déclare favorable à un nouveau gouvernement mais pas à des élections anticipées. Ces évènements interviennent en effet en parallèle de tentatives répétées menées par le SMER – social-démocratie et le reste de l'opposition de provoquer des élections anticipée. Un référendum organisé à la mi-janvier 2023 a ainsi lieu à son initiative sur un allègement des conditions de déclenchement des élections avant la fin naturelle du mandat du Conseil. Malgré l'échec de ce dernier faute de franchissement du quorum de participation, les partis de la coalition sortante s'accordent sur une révision de la constitution permettant la dissolution anticipée du Conseil, et la tenue d'élections en septembre 2023. Ces derniers sont ainsi organisées un an avant la date prévue, après le vote en ce sens des députés le 31 janvier 2023, par 92 voix pour.

### Retour de Robert Fico au pouvoir

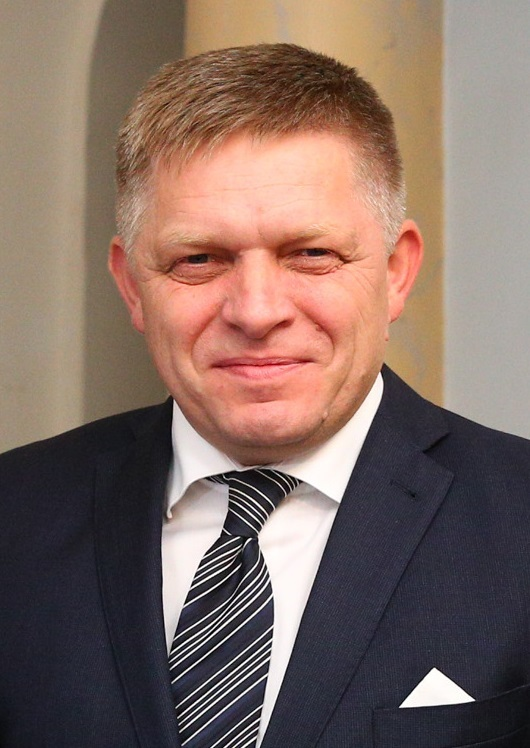
Robert Fico.

Le pays subit alors le taux élevé d'inflation au niveau mondial provoqué par la crise économique liée à la pandémie de Covid-19 dans le contexte d'une crise énergétique provoquée par cette dernière puis par le déclenchement en février 2022 de l'invasion de l'Ukraine par la Russie. Membre de l'Organisation du traité de l'Atlantique nord (OTAN), le gouvernement slovaque met en œuvre comme ses alliés une aide économique et militaire au gouvernement ukrainien du président Volodymyr Zelensky ainsi que des sanctions économiques à l'encontre de la Russie, qui deviennent rapidement impopulaires au vu de la situation économique.
Les luttes internes et les scandales qui touchent les gouvernements Matovič et Heger provoquent un vide politique qui finit par être comblé par la montée de SMER-SSD, de Robert Fico, qui domine la campagne. Bien qu'historiquement de centre gauche, ce dernier récupère l'insatisfaction de la population à l'égard de la crise économique pour faire campagne sur la fin des aides accordées à l'Ukraine. Jusqu'alors atlantiste et favorable à l'Union européenne — en soutenant notamment l'adoption de l'Euro en 2009 —, Fico adopte une position de plus en plus critique envers l'OTAN et de l'UE tout en se rapprochant de la Hongrie de Viktor Orbán et de la Russie de Vladimir Poutine, au point d'adopter ses éléments de langage vis à vis de la guerre en Ukraine. Il rejette ainsi la responsabilité de cette dernière sur l'Ukraine en affirmant que le conflit « a commencé en 2014 lorsque des fascistes ukrainiens ont tué des victimes civiles de nationalité russe ». Il promet par conséquent de cesser les livraisons d'armes en ne fournissant « plus une seule balle » à l'Ukraine,. Ses positions trouvent un écho certains auprès de la population slovaque, dont une étude en mars 2023 révèle que seulement 40 % considèrent la Russie responsable du conflit avec l'Ukraine.
Les élections voient par conséquent arriver largement en tête le SMER – social-démocratie. Il devance le parti libéral pro-européen Slovaquie progressiste, tandis que HLAS-SD de Peter Pellegrini se retrouve en position de faiseur de rois. Après plusieurs jours de négociations, le SMER-SD conclu le 11 octobre un accord de coalition avec le HLAS-SD et le Parti national slovaque (SNS), permettant à Robert Fico de redevenir président du gouvernement le 25 octobre,. La conclusion de l'accord provoque le jour suivant la suspension du SMER par le Parti socialiste européen et la perte du statut de parti associé du HLAS, en raison de leur association avec le SNS, qualifié de « parti de droite radicale »,. Le gouvernement est nommé et assermenté le 25 octobre, après des semaines de blocages entre Fico et Čaputová.
Le gouvernement Fico IV poursuit rapidement la mise en œuvre de réformes du code pénal et du pouvoir judiciaire qui provoquent la controverse et d'importantes manifestations. La réforme prévoit en effet la suppression du bureau du procureur dédié aux affaires de corruption de haut niveau, l’assouplissement des sanctions en cas de corruption ainsi que la suppression de la protection des lanceurs d'alerte pour les policiers, et ce alors même que Robert Fico et plusieurs haut responsables du SMER-SD sont concernés par de telles affaires,,. La nouvelle ministre de la culture, Martina Šimkovičová, dépose quant à elle un projet de loi visant à remplacer la direction de la Rozhlas a televízia Slovenska (RTVS), accusée de pratiquer la censure en n'« autorisant qu'une seule opinion » sur le Covid-19 et le conflit en Ukraine, le gouvernement se présentant depuis plusieurs mois comme victime des juges et des journalistes.

## Mode de scrutin
Le président de la République slovaque est élu au scrutin uninominal majoritaire à deux tours pour un mandat de cinq ans, renouvelable une seule fois de manière consécutive. Au premier tour, la majorité absolue des suffrages exprimés est requise pour remporter l'élection. Si aucun candidat ne parvient à obtenir ce résultat, un second tour est organisé quatorze jours plus tard entre les deux candidats arrivés en tête. Celui des deux qui remporte le plus grand nombre de suffrages est élu président de la République.
Peuvent se présenter les slovaques âgés d'au moins quarante ans disposant du droit de vote, soutenus soit par 15 membres du Conseil national — qui en comporte un total de 150 —, soit par 15 000 électeurs inscrits sur les listes électorales.
Le rôle du président est largement symbolique dans le cadre d'une régime parlementaire, le pouvoir exécutif étant détenu par le président du gouvernement. Il dispose néanmoins d'un droit de veto, ratifie les traités internationaux et nomme les plus hauts magistrats. Il est aussi le commandant en chef des forces armées.

## Campagne

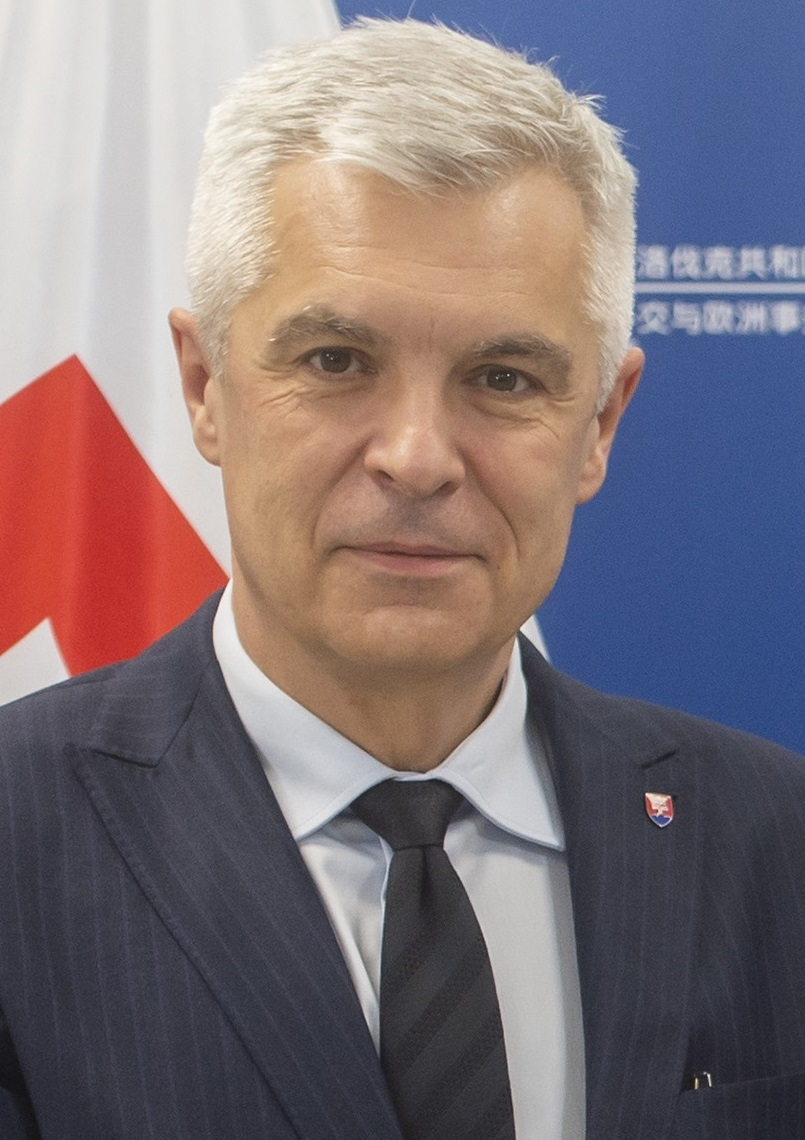
Ivan Korčok.

La campagne est dominée par les candidatures de Peter Pellegrini et Ivan Korčok, qui apparaissent favoris pour le second tour auprès d'un électorat nettement divisé. Pellegrini réunit ainsi les soutiens du gouvernement et de sa position critique vis-à-vis de l'Union européenne (UE) et de l'Organisation du traité de l'Atlantique nord (OTAN), tandis que Korčok réunit une large part de l'opposition, europhile et atlantiste. Plusieurs autres candidats reconnaissent n'avoir que peu de chance de l'emporter, tel l'ancien président du gouvernement Igor Matovič. À la tête du parti Les Gens ordinaires et personnalités indépendantes (OĽaNO), ce dernier affirme ainsi maintenir sa candidature pour « créer un corridor pour la vérité » en posant aux autres candidats les questions gênantes qu'ils préféreraient éviter.
Après plusieurs années de traversée du désert qui l'ont vu quitter le SMER – social-démocratie (SMER-SD) pour former sa propre formation, HLAS – social-démocratie (HLAS-SD), Peter Pellegrini gagne son pari en menant cette dernière à la troisième place aux élections de septembre 2023, avant de devenir une des principales composantes du gouvernement Fico IV. Fort de son alliance retrouvée avec le SMER-SD, qui ne présente pas de candidats, il axe sa campagne présidentielle sur le « retour au calme » en promettant de promouvoir les intérêts nationaux de la Slovaquie. S'il assure qu'il garantira le « solide maintien » du pays au sein de l'UE et de l'OTAN, il se garde de critiquer les positions ouvertement anti-OTAN et pro-russes de son partenaire de coalition, dont il défend la décision de stopper tout soutien militaire à l'Ukraine,. Idéologiquement proche de Pellegrini, dont il partage la plupart des positions, Robert Fico sortirait considérablement renforcé d'une victoire de celui-ci, dont il pourrait attendre le remplacement du président de la Cour constitutionnelle par une personnalité moins opposé à ses réformes,
Diplomate de carrière, Ivan Korčok a occupé des postes liés aux affaires étrangères presque sans interruption depuis 1993 en étant successivement ambassadeur, secrétaire d’État et ministre des affaires étrangères malgré les nombreuses alternances que connait le pays. Il présente sa candidature à la présidentielle en tant qu'indépendant, en réunissant plus de 40 000 signatures de parrainages citoyens. Sa campagne est axée sur la promotion de l'État de droit et la défense de la minorité contre la tyrannie de la majorité, ainsi que sur l'importance d'une politique étrangère basée sur des liens resserrés avec l'UE et l'OTAN. Ivan Korčok promet notamment de renouer les relations avec la Tchéquie voisine qui, bien qu'allié traditionnel de la Slovaquie, a rompu ses relations avec celle-ci en raisons des positions pro-russes de Robert Fico,.
Troisième dans les sondages d'opinion, loin derrière Ivan Korčok et Peter Pellegrini, Štefan Harabin pourrait constituer une réserve de voix pour ce dernier au second tour. Candidat malheureux à l'élection présidentielle de 2019 où il arrive troisième avec 14 % des voix, cet ancien président de la Cour suprême tient en effet des positions particulièrement critiques envers l'UE, en plus de soutenir ouvertement la Russie et son invasion de l'Ukraine. En 2024, il fait campagne sur les thèmes de la préservation de la paix et de l'honneur du pays, et promet la loi, la justice et du pain pour toutes les familles. Le 18 mars, il reçoit le soutien du candidat du Parti national slovaque (SNS), Andrej Danko, qui se désiste en sa faveur, puis de celui du Mouvement du renouveau slovaque (SHO), Róbert Švec. Leur désistements intervenant moins d'une semaine avant le scrutin, les deux candidats figurent néanmoins sur le bulletin de vote.

## Résultats
| Candidats              | Candidats              | Partis                 | Premier tour | Premier tour | Second tour | Second tour |
| Candidats              | Candidats              | Partis                 | Voix         | %            | Voix        | %           |
| ---------------------- | ---------------------- | ---------------------- | ------------ | ------------ | ----------- | ----------- |
|                        | Ivan Korčok            | Indépendant            | 958 393      | 42,52        | 1 243 709   | 46,88       |
|                        | Peter Pellegrini       | HLAS-SD                | 834 718      | 37,03        | 1 409 255   | 53,12       |
|                        | Štefan Harabin         | Indépendant            | 264 579      | 11,74        |             |             |
|                        | Krisztián Forró        | MA                     | 65 588       | 2,91         |             |             |
|                        | Igor Matovič           | OĽaNo                  | 49 201       | 2,18         |             |             |
|                        | Ján Kubiš              | Indépendant            | 45 957       | 2,04         |             |             |
|                        | Patrik Dubovský        | ZL                     | 16 107       | 0,71         |             |             |
|                        | Marian Kotleba         | ĽSNS                   | 12 771       | 0,57         |             |             |
|                        | Milan Náhlik           | Indépendant            | 3 111        | 0,14         |             |             |
|                        | Andrej Danko           | SNS                    | 1 905        | 0,08         |             |             |
|                        | Róbert Švec            | SHO                    | 1 876        | 0,08         |             |             |
|                        |                        |                        |              |              |             |             |
| Votes valides          | Votes valides          | Votes valides          | 2 254 206    | 99,53        | 2 652 964   | 99,35       |
| Votes blancs et nuls   | Votes blancs et nuls   | Votes blancs et nuls   | 10 563       | 0,47         | 17 233      | 0,65        |
| Total                  | Total                  | Total                  | 2 264 769    | 100          | 2 670 197   | 100         |
| Abstention             | Abstention             | Abstention             | 2 099 302    | 48,10        | 1 698 500   | 38,88       |
| Inscrits/Participation | Inscrits/Participation | Inscrits/Participation | 4 364 071    | 51,90        | 4 368 697   | 61,12       |

Représentation des résultats du second tour :
| Peter Pellegrini (53,12 %) |  |  | Ivan Korčok (46,88 %) |
| ▲                          |  |  |                       |
| Majorité absolue           |  |  |                       |

## Analyse

### Premier tour

Moyenne lissée des sondages en vue du premier tour.

Résultats par district au 1er tour.

Le second tour voit comme attendu s'affronter Ivan Korčok et Peter Pellegrini, dans ce qui prend la forme d'un référendum sur la politique pro-russe du gouvernement de Robert Fico, soutenue par Pellegrini. Bien qu'arrivé deuxième, ce dernier se montre confiant, la répartition des voix envers les autres candidats laissant dégager une majorité nationaliste, ce qui l'amène à affirmer que la majorité de la population slovaque « ne veut pas d’un président libéral progressiste » mais plutôt d'un président qui « n’entraînera pas la Slovaquie dans la guerre » et « parlera de paix ». Peter Pellegrini appelle en conséquence les électeurs de Štefan Harabin — arrivé troisième — à voter pour lui, sans toutefois obtenir du candidat qu'il donne une consigne de vote à ses électeurs. Jugeant Pellegrini trop modéré, Harabin qualifie ainsi les deux candidats du second tour de « jumeaux américains » malgré les appels du pied de Pellegrini envers son électorat, dont notamment une interview accordée au néonazi Danel Bombic. Le candidat de HLAS – social-démocratie reçoit en revanche le soutien de Krisztián Forró, Ján Kubiš, Milan Náhlik  et Andrej Danko, arrivés respectivement quatrième, sixième, neuvième et dixième,,. Face à un second tour se transformant en un référendum sur la politique du gouvernement Fico, ses membres se mobilisent dans l'entre-deux-tours pour appeler à voter pour Peter Pellegrini, Robert Fico et son partenaire de coalition, Andrej Danko, allant jusqu'à qualifier Ivan Korčok de « candidat antislovaque [...] au service d'intérêts étrangers »,,. Pellegrini reçoit en outre le soutien du Premier ministre hongrois Viktor Orbán, qui appelle l'importante minorité magyare de Slovaquie à voter pour lui.
Estimant que « la paix ne peut pas être synonyme de capitulation » pour l'Ukraine, Ivan Korčok promet ouvertement de s'opposer aux projets du gouvernement Fico, qualifiés de « dérives illibérales » en usant de son veto présidentiel ou en bloquant certaines nominations. Il reçoit dans l'entre-deux-tours le soutien d'Igor Matovič et de Patrik Dubovský, arrivé cinquième et septième,. S'il dispose ainsi d'une plus faible réserve électorale, Ivan Korčok parvient néanmoins à réduire l'écart avec son adversaire dans les sondages de l'entre-deux-tours, laissant augurer un scrutin particulièrement serré.

### Second tour

Moyenne lissée des sondages en vue du second tour.

Résultats par district au 2e tour.

La participation augmente de près de 10 points pour atteindre 61 % des inscrits au second tour, soit son taux le plus haut depuis l'élection présidentielle de 1999, la première organisée au scrutin direct dans le pays. Malgré les prévisions d'un duel serré, Peter Pellegrini l'emporte finalement avec une nette avance en totalisant plus de 53 % des suffrages exprimés. Ivan Korčok reconnait sa défaite au lendemain du scrutin avant de féliciter son adversaire, tout en se déclarant « déçu » des résultats. Dans son discours de victoire auprès de ses partisans, Peter Pellegrini annonce se vouloir « un président qui défendra les intérêts nationaux de la Slovaquie » et de « tous les citoyens slovaques ». Son entrée en fonction est prévue le 15 juin 2024,.
L'élection de Pellegrini est largement perçue comme une victoire pour le gouvernement de Robert Fico, qui s'était pleinement engagé dans la campagne en soutien à son partenaire de coalition, mais également pour la Russie dans le contexte de son invasion de l'Ukraine. Les positions isolationnistes du gouvernement et son désengagement de toute aide à l'Ukraine sortent en effet renforcées d'un scrutin qui avait pris l'allure d'un référendum sur cette politique,,.